# Mairie de Lappeenranta
La mairie de Lappeenranta (finnois : Lappeenrannan kaupungintalo) est un bâtiment  situé dans le quartier Peltola de Lappeenranta en Finlande.

## Présentation
Le bâtiment de la mairie est conçu par le cabinet d'architectes  Castrén-Jauhiainen-Nuuttila, les travaux commencent en octobre 1980 et l'édifice est inauguré le 2 septembre 1983.

## Salle de concerts
À côté des espaces administratifs, la salle-Lappeenranta accueille environ 150 événements par an. 
Le concert inaugural a eu lieu en avril 1983. 
La salle mesure 910 m2, et offre 621 sièges, elle est la résidence de l'orchestre municipal de Lappeenranta et on y organise tous les trois ans le concours national de chanson de Lappeenranta. 
L'acoustique a été conçue par Alpo Halme,,.